# Green Hill katonai temető
A Green Hill katonai temető (Green Hill Cemetery) egy első világháborús sírkert, amelyben a Gallipoli-félszigetért folyó harcban, a Suvla-öblöt környező dombokon elesett nemzetközösségi katonák nyugszanak. Tervezője John James Burnet volt.

## Története
A szövetséges csapatok 1915. április 25-26-án szálltak partra a Gallipoli-félszigeten azzal a céllal, hogy kikényszerítsék Törökország kilépését a háborúból, az új front megnyitásával tehermentesítsék a nyugati frontot és utánpótlási utat nyissanak Oroszország felé.
1915. augusztus 6-án újabb csapatok szálltak partra Suvlánál azzal a céllal, hogy gyorsan elfoglalják az öblöt körbevevő magaslatokat. A Green Hill (Zöld-hegy) és a Chocolate Hill (Csokoládé-hegy) 1915. augusztus 7-én esett el. A britek a következő napokban megpróbáltak áttörni a védelmi vonalon, hogy tovább haladjanak, de nem sikerült.
A Green Hill katonai temetőt a fegyvernyugvás után alakították ki. A sírkertben 3089 katona nyugszik, közülük 2587-et nem sikerült azonosítani. Az ismertek közül 501 brit, egy pedig indiai volt.